# Fissarena castanea
Fissarena castanea är en spindelart som först beskrevs av Simon 1908.  Fissarena castanea ingår i släktet Fissarena och familjen Trochanteriidae. Inga underarter finns listade i Catalogue of Life.